# Science fiction-skräck
Science fiction-skräck, sci-fi horror, är en blandgenre inom film som kombinerar skräck och science fiction. Bland de mest kända filmerna finns Världsrymden anfaller, The Blob, I Am Legend, Världarnas krig, Signs och Aliens - Återkomsten.